# Elecciones al Congreso de los Diputados de 1993 (Madrid)
Las elecciones al Congreso de los Diputados de 1993 se celebraron en la Comunidad de Madrid el domingo 6 de junio, como parte de las elecciones generales convocadas por Real Decreto dispuesto el 12 de abril de 1993 y publicado en el Boletín Oficial del Estado el día siguiente. Se eligieron los 34 diputados del Congreso correspondientes a la circunscripción electoral de Madrid, mediante un sistema proporcional (método d'Hondt) con listas cerradas y un umbral electoral del 3%.

## Resultados
Tres listas obtuvieron representación: la candidatura del Partido Popular, que obtuvo 16 escaños, la del Partido Socialista Obrero Español (PSOE), con 13 escaños y la de Izquierda Unida, con 5. El escrutinio completo y definitivo se detalla a continuación.
| Candidatura                                                      | Candidatura                                                      | Votos     | %     | Escaños |
| ---------------------------------------------------------------- | ---------------------------------------------------------------- | --------- | ----- | ------- |
|                                                                  | Partido Popular (PP)                                             | 1 373 042 | 43,92 | 16      |
|                                                                  | Partido Socialista Obrero Español (PSOE)                         | 1 093 015 | 34,96 | 13      |
|                                                                  | Izquierda Unida (IU)                                             | 455 685   | 14,58 | 5       |
| Centro Democrático y Social (CDS)                                | Centro Democrático y Social (CDS)                                | 93 347    | 2,99  | 0       |
| Los Verdes (Verdes)                                              | Los Verdes (Verdes)                                              | 33 295    | 1,07  | 0       |
| Agrupación Ruiz-Mateos-Alianza Democrática Europea (Ruiz-Mateos) | Agrupación Ruiz-Mateos-Alianza Democrática Europea (Ruiz-Mateos) | 13 782    | 0,44  | 0       |
| Los Ecologistas (LE)                                             | Los Ecologistas (LE)                                             | 10 429    | 0,33  | 0       |
| Partido Socialista de los Trabajadores (PST)                     | Partido Socialista de los Trabajadores (PST)                     | 4808      | 0,15  | 0       |
| Extremadura Unida (EU)                                           | Extremadura Unida (EU)                                           | 3745      | 0,12  | 0       |
| Partido Regional Independiente Madrileño (PRIM)                  | Partido Regional Independiente Madrileño (PRIM)                  | 1917      | 0,06  | 0       |
| Falange Española de las JONS (FE-JONS)                           | Falange Española de las JONS (FE-JONS)                           | 1488      | 0,05  | 0       |
| Partido Obrero Revolucionario (POR)                              | Partido Obrero Revolucionario (POR)                              | 1391      | 0,04  | 0       |
| Falange Española Independiente (FE(I))                           | Falange Española Independiente (FE(I))                           | 1212      | 0,04  | 0       |
| Partido de la Ley Natural (PLN)                                  | Partido de la Ley Natural (PLN)                                  | 1209      | 0,04  | 0       |
| ARDE Federación Republicana (ARDE)                               | ARDE Federación Republicana (ARDE)                               | 1202      | 0,04  | 0       |
| ACI Panteras Grises de España (ACI)                              | ACI Panteras Grises de España (ACI)                              | 1189      | 0,04  | 0       |
| Movimiento Católico Español (MCE)                                | Movimiento Católico Español (MCE)                                | 1178      | 0,04  | 0       |
| Partido Humanista (PH)                                           | Partido Humanista (PH)                                           | 1079      | 0,03  | 0       |
| Tierra Comunera-Partido Nacionalista Castellano (TC-PNC)         | Tierra Comunera-Partido Nacionalista Castellano (TC-PNC)         | 805       | 0,03  | 0       |
| Frente Progresista de España (FPE)                               | Frente Progresista de España (FPE)                               | 641       | 0,02  | 0       |
| Unión del Pueblo Leonés (UPL)                                    | Unión del Pueblo Leonés (UPL)                                    | 608       | 0,02  | 0       |
| Coalición por un Nuevo Partido Socialista (NPS)                  | Coalición por un Nuevo Partido Socialista (NPS)                  | 529       | 0,02  | 0       |
| Unificación Comunista de España (UCE)                            | Unificación Comunista de España (UCE)                            | 0         | 0     | 0       |
| Unidad Centrista-Partido Español Democrático (PED)               | Unidad Centrista-Partido Español Democrático (PED)               | 0         | 0     | 0       |

## Diputados electos
Relación de diputados electos:
| N.º | Nombre                              | Lista | Lista |
| --- | ----------------------------------- | ----- | ----- |
| 1   | José María Aznar López              |       | PP    |
| 2   | Felipe González Márquez             |       | PSOE  |
| 3   | Rodrigo de Rato Figaredo            |       | PP    |
| 4   | Baltasar Garzón Real                |       | PSOE  |
| 5   | Rodolfo Martín Villa                |       | PP    |
| 6   | Julio Anguita González              |       | IU    |
| 7   | Javier Solana Madariaga             |       | PSOE  |
| 8   | Rafael Arias-Salgado Montalvo       |       | PP    |
| 9   | Alejandro Muñoz-Alonso Ledo         |       | PP    |
| 10  | José Joaquín Almunia Amann          |       | PSOE  |
| 11  | Juan Carlos Vera Pro                |       | PP    |
| 12  | Diego López Garrido                 |       | IU    |
| 13  | José Barrionuevo Peña               |       | PSOE  |
| 14  | Álvaro de Lapuerta Quintero         |       | PP    |
| 15  | Carmen García Bloise                |       | PSOE  |
| 16  | Ana Mato Adrover                    |       | PP    |
| 17  | José Acosta Cubero                  |       | PSOE  |
| 18  | Cristóbal Ricardo Montoro Romero    |       | PP    |
| 19  | Francisco Frutos Gras               |       | IU    |
| 20  | Luis Eduardo Cortés Muñoz           |       | PP    |
| 21  | Froilán Luis Pérez González         |       | PSOE  |
| 22  | Carlos Aragonés Mendiguchía         |       | PP    |
| 23  | Manuel de la Rocha Rubí             |       | PSOE  |
| 24  | José María Michavila Núñez          |       | PP    |
| 25  | Franco González Blázquez            |       | IU    |
| 26  | Isabel Alberdi Alonso               |       | PSOE  |
| 27  | Rogelio Baón Ramírez                |       | PP    |
| 28  | León Máximo Rodríguez Valverde      |       | PSOE  |
| 29  | José Manuel Fernández Norniella     |       | PP    |
| 30  | Elena García-Alcañiz Calvo          |       | PP    |
| 31  | María de los Ángeles Maestro Martín |       | IU    |
| 32  | Carlos López Riaño                  |       | PSOE  |
| 33  | Juan Tomás Esteo Palomo             |       | PP    |
| 34  | Carlos Alberto Dávila Sánchez       |       | PSOE  |